# Screen Actors Guild Award per le migliori controfigure cinematografiche
Lo Screen Actors Guild Award per le migliori controfigure (Screen Actors Guild Award for Outstanding Performance by a Stunt Ensemble in a Motion Picture) viene assegnato agli stuntmen del film maggiormente votato dallo Screen Actors Guild. Il premio è stato dato per la prima volta nel corso degli Screen Actors Guild Awards 2008. 

## Vincitori e candidati
I vincitori sono indicati in grassetto. L'elenco mostra i vincitori di ogni anno, seguito dai film che hanno ricevuto una candidatura.

### 2000
- 2008
  - The Bourne Ultimatum - Il ritorno dello sciacallo (The Bourne Ultimatum)
  - 300
  - Io sono leggenda (I Am Legend)
  - The Kingdom
  - Pirati dei Caraibi - Ai confini del mondo (Pirates of the Caribbean: At World's End)
- 2009
  - Il cavaliere oscuro (The Dark Knight)
  - Hellboy: The Golden Army (Hellboy II: The Golden Army)
  - Indiana Jones e il regno del teschio di cristallo (Indiana Jones and the Kingdom of the Crystal Skull)
  - Iron Man
  - Wanted - Scegli il tuo destino (Wanted)

### 2010
- 2010
  - Star Trek
  - Nemico pubblico - Public Enemies (Public Enemies)
  - Transformers - La vendetta del caduto (Transformers: Revenge of the Fallen)
- 2011
  - Inception
  - Green Zone
  - Robin Hood
- 2012
  - Harry Potter e i Doni della Morte - Parte 2 (Harry Potter and the Deathly Hallows - Part 2)
  - I guardiani del destino (The Adjustment Bureau)
  - Cowboys & Aliens
  - Transformers 3 (Transformers: Dark of the Moon)
  - X-Men - L'inizio (X-Men: First Class)
- 2013
  - Skyfall
  - The Amazing Spider-Man
  - The Bourne Legacy
  - Il cavaliere oscuro - Il ritorno (The Dark Knight Rises)
  - Les Misérables
- 2014
  - Lone Survivor
  - All Is Lost - Tutto è perduto (All Is Lost)
  - Fast & Furious 6 (Furious 6)
  - Rush
  - Wolverine - L'immortale (The Wolverine)
- 2015
  - Unbroken
  - Fury
  - Get on Up - La storia di James Brown (Get on Up)
  - Lo Hobbit - La battaglia delle cinque armate (The Hobbit: The Battle of the Five Armies)
  - X-Men - Giorni di un futuro passato (X-Men: Days of Future Past)
- 2016
  - Mad Max: Fury Road
  - Everest
  - Fast & Furious 7 (Furious 7)
  - Jurassic World
  - Mission: Impossible - Rogue Nation
- 2017
  - La battaglia di Hacksaw Ridge (Hacksaw Ridge)
  - Captain America: Civil War
  - Doctor Strange
  - Jason Bourne
  - Animali notturni (Nocturnal Animals)
- 2018
  - Wonder Woman
  - Baby Driver - Il genio della fuga (Baby Driver)
  - Dunkirk
  - Logan: The Wolverine (Logan)
  - The War - Il pianeta delle scimmie (War for the Planet of the Apes)
- 2019
  - Black Panther
  - Ant-Man and the Wasp
  - Avengers: Infinity War
  - La ballata di Buster Scruggs (The Ballad of Buster Scruggs)
  - Mission: Impossible - Fallout

### 2020
- 2020
  - Avengers: Endgame
  - C'era una volta a... Hollywood (Once Upon a Time... in Hollywood)
  - The Irishman
  - Joker
  - Le Mans '66 - La grande sfida (Ford v Ferrari)
- 2021
  - Wonder Woman 1984
  - Da 5 Bloods - Come fratelli (Da 5 Bloods)
  - Mulan
  - Notizie dal mondo (News of the World)
  - Il processo ai Chicago 7 (The Trial of the Chicago 7)
- 2022[2]
  - No Time to Die
  - Black Widow
  - Dune (Dune: Part One)
  - Matrix Resurrections (The Matrix Resurrections)
  - Shang-Chi e la leggenda dei Dieci Anelli (Shang-Chi and the Legend of the Ten Rings)
- 2023[3]
  - Top Gun: Maverick
  - Avatar - La via dell'acqua (Avatar: The Way of Water)
  - The Batman
  - Black Panther: Wakanda Forever
  - The Woman King
- 2024[4]
  - Mission: Impossible - Dead Reckoning - Parte uno (Mission: Impossible - Dead Reckoning - Part One)
  - Barbie
  - Guardiani della Galassia Vol. 3 (Guardians of the Galaxy Vol. 3)
  - Indiana Jones e il quadrante del destino (Indiana Jones and the Dial of Destiny)
  - John Wick 4 (John Wick: Chapter 4)
- 2025[5][6]
  - The Fall Guy
  - Deadpool & Wolverine
  - Dune - Parte due (Dune: Part Two)
  - Il gladiatore II (Gladiator II)
  - Wicked (Wicked: Part I)